# Горец (растение)
Горе́ц, или Персика́рия (лат. Persicária — род травянистых растений семейства Гречишные (Polygonaceae), встречается в умеренном и тропическом климате Северного полушария и в Южной Америке.
В более ранних классификациях (Флора СССР, 1939г) родовое название Горец использовалось в расширенном смысле и в его состав включались ныне самостоятельные роды Персикария (Persicaria), Спорыш (Polygonum), Аконогонон (Aconogonon), Змеевик (Bistorta). В настоящее время именование является предпочтительным именно для рода Persicaria, например, по данным БИН РАН, издания Флора Сибири, Флора Восточной Европы и других.

## Название
Научное родовое название лат. Persicária (Персика́рия) дано из-за сходства листьев некоторых видов с листьями фруктового дерева персика (Prunus persica).

## Биологическое описание
Однолетние, реже многолетние растения, высотой 30—150 см.
Стебель обычно прямостоящий или восходящий.
Листья ланцентные, от широких до линейных, острые.
Цветки собраны в колосовидные соцветия.

## Распространение и экология
Представители рода встречаются в умеренно тёплых и тропических областях Северного полушария и в Южной Америке.

## Классификация
В некоторых ранних классификациях виды персикарии включались в род Polygonum L., который трактовался в широком смысле как Горец, но сейчас сужен до таксона с русскоязычным именованием Спорыш.

### Таксономия
- Persicaria (L.) Mill., 1754, Gard. Dict. Abr. ed. 4 : s.p.

Род Горец, или Персикария, включается в семейство  Гречишные (Polygonaceae) порядка Гвоздичноцветные (Caryophyllales) последовательно входящего в клады Суперастериды → Эвдикоты → Цветковые растения. Таксономическая схема в соответствии с Системой APG IV  по состоянию на декабрь 2023 года:
|  |                          |  |                                   |                                   |                     |  | еще 40 семейств |              |              |                                                                  |
|  |                          |  |                                   |                                   |                     |  |                 |              |              | 66 подтвержденных видов и 209 видов в статусе "неподтвержденных" |
|  |                          |  |                                   | порядок Гвоздичноцветные          |                     |  |                 |              | род Горец    |                                                                  |
|  |                          |  |                                   | порядок Гвоздичноцветные          |                     |  |                 |              | род Горец    |                                                                  |
|  | клада Цветковые растения |  |                                   |                                   | семейство Гречишные |  |                 |              |              |                                                                  |
|  | клада Цветковые растения |  |                                   |                                   |                     |  |                 |              |              |                                                                  |
|  |                          |  | ещё 63 порядка цветковых растений | ещё 63 порядка цветковых растений |                     |  |                 | еще 60 родов | еще 60 родов |                                                                  |
|  |                          |  |                                   | ещё 63 порядка цветковых растений |                     |  |                 |              | еще 60 родов |                                                                  |

### Виды
Некоторые из них:
- Persicaria amphibia (L.) Delarbre — Горец земноводный
- Persicaria attenuata (R.Br.) Soják — Горец оттянутый
- Persicaria barbata (L.) H.Hara — Горец бородатый
- Persicaria bistorta Samp. — Горец змеиный
- Persicaria brittingeri (Opiz) Opiz — Горец Бриттингера
- Persicaria bungeana (Turcz.) Nakai — Горец Бунге
- Persicaria capitata (Buch.-Ham. ex D.Don) H.Gross — Горец головчатый
- Persicaria chinensis (L.) H.Gross — Горец китайский
- Persicaria chrtekii Soják — Горец Чртека
- Persicaria dissitiflora (Hemsl.) H.Gross ex T.Mori — Горец рассеянноцветковый
- Persicaria extremiorientalis (Vorosch.) Tzvelev — Горец дальневосточный
- Persicaria filiformis (Thunb.) Nakai — Горец нитевидный
- Persicaria foliosa (H.Lindb.) Kitag. — Горец многолистный
- Persicaria glabra (Willd.) M.Gómez — Горец голый
- Persicaria hastatosagittata (Makino) Nakai — Горец копьевидно-стреловидный
- Persicaria hydropiper (L.) Delarbre — Горец перечный
- Persicaria hydropiperoides (Michx.) Small — Горец перечновидный
- Persicaria hypanica (Klokov) Tzvelev — Горец бужский
- Persicaria imeretina (Kom.) Soják — Горец имеретинский
- Persicaria japonica (Meisn.) Nakai — Горец японский
- Persicaria komarovii (H.Lév.) Soják — Горец Комарова
- Persicaria koreensis (Nakai) Nakai — Горец корейский
- Persicaria lanata (Roxb.) Tzvelev — Горец шерстистый
- Persicaria lapathifolia (L.) Delarbre — Горец развесистый, или Горец щавелелистный, или Горец войлочный
- Persicaria linicola (Sutulov) Nenukow ex Büscher & G.H.Loos — Горец льняной
- Persicaria longiseta (Bruijn) Kitag. — Горец длиннощетинковый
- Persicaria maackiana (Regel) Nakai — Горец Маака
- Persicaria maculosa Gray typus[1] — Горец пятнистый, или Горец почечуйный
- Persicaria minor (Huds.) Opiz — Горец малый
- Persicaria mitis (Schrank) Assenov — Горец мягкий
- Persicaria nataliae Stepanov — Горец Натальи
- Persicaria neofiliformis (Nakai) Ohki — Горец новонитевидный
- Persicaria nepalensis (Meisn.) H.Gross — Горец непальский
- Persicaria nipponensis (Makino) H.Gross ex Nakai — Горец ниппонский
- Persicaria odorata (Lour.) Soják — Горец душистый
- Persicaria orientalis (L.) Spach — Горец восточный
- Persicaria pensylvanica (L.) M.Gómez — Горец пенсильванский
- Persicaria perfoliata (L.) H.Gross — Горец пронзённолистный
- Persicaria pilosa (Meisn.) Kitag. — Горец волосистый
- Persicaria posumbu (Buch.-Ham. ex D.Don) H.Gross — Горец дерновинный, или Горец посумбу
- Persicaria roseoviridis Kitag. — Горец розово-зелёный
- Persicaria runcinata (Buch.-Ham. ex D.Don) H.Gross — Горец струговидный
- Persicaria sagittata (L.) H.Gross — Горец стрелолистный
- Persicaria saporoviensis (Klokov) Tzvelev — Горец запорожский
- Persicaria scabra (Moench) Moldenke — Горец шероховатый
- Persicaria senticosa (Meisn.) H.Gross — Горец тернистый
- Persicaria sieboldii (Meisn.) Ohki — Горец Зибольда
- Persicaria sungareensis Kitag. — Горец сунгарийский
- Persicaria thunbergii (Siebold & Zucc.) H.Gross — Горец Тунберга
- Persicaria tinctoria (Aiton) Spach — Горец красильный
- Persicaria tomentosa (Schrank) E.P.Bicknell — Горец войлочный
- Persicaria trigonocarpa (Makino) Nakai — Горец трёхгранноплодный
- Persicaria virginiana (L.) Gaertn. — Горец виргинский
- Persicaria viscofera (Makino) H.Gross — Горец клейкий, или Горец клееносный
- Persicaria viscosa (Buch.-Ham. ex D.Don) H.Gross ex T.Mori — Горец железистый
- Persicaria yokusaiana (Makino) Nakai — Горец йокусайский
- Persicaria weyrichii (F.Schmidt) H.Gross — Горец Вейриха